# Szent Paraszkiva-templom (Klopotiva)
A Szent Paraszkiva-templom műemlékké nyilvánított épület Romániában, Hunyad megyében. A romániai műemlékek jegyzékében a  HD-II-m-B-03298 sorszámon szerepel.